# Михаила (Иванова)
Схимонахиня Михаила (в миру Марфа Ивановна Иванова; 1876, Московская губерния — 9 октября 1937, Бутовский полигон) — монахиня Русской православной церкви, преподобномученица.

## Биография
Родилась в 1867 году в деревне Иванино Рузского уезда Московской губернии в крестьянской семье.
В юности поступила в Казанский Головинский женский монастырь. После закрытия монастыря и размещения на его территории санатория, стала в нём работать посудомойкой. Спустя пять лет власти стали уволянть из санатория бывших послушниц и монахинь, которые стали расселяться по окрестным сёлам. Духовным отцом многих насельниц монастыря был в то время архимандрит Амвросий (Астахов), который в начале 1930-х годов постриг Марфу Иванову, отличавшуюся строгой и благочестивой жизнью, в схиму, с наречением ей имени Михаила.

## Арест
Была арестована 26 августа 1937 года. На допросе, на вопрос о цели посещения её почитателями отвечала:

Ко мне приходили за советами, молитвами, у кого, например, родственники в ссылке или больны. Они просили меня помолиться за них. Ко мне обращались с вопросами, скоро ли будет война; некоторые из моих посетителей хотели, чтобы поскорее была война и слетела бы эта власть, так как считают, что при ней отчень трудно жить. Также у меня в доме были разговоры, что советская власть на религию ведёт гонение и народ арестовывают безвинно и высылают, также спрашивали меня те, кто приезжает из деревни, вступать ли им в колхоз, другие говорили, что советская власть состоит из одних евреев и что сейчас еврейское засилье.
Один из «штатных свидетелей» власти указывал, что среди почитателей она «известна как блаженная и прозорливая; её квартира по существу представляла из себя тайную церковь, где производятся тайные пострижения в монашество и тайные богослужения… у себя на квартире схимонахиня давала приют возвратившимся из ссылки попам и монахам».
«Тройка» УНКВД по Московской области приговорила её 8 октября 1937 года к расстрелу. Расстреляна она была на Бутовском полигоне 9 октября 1937 года и погребена в общей безвестной могиле.

## Канонизация
Причислена к лику святых новомучеников и исповедников Российских.
День памяти 26 сентября и в день празднования Собора святых новомучеников и исповедников Российских.